# جرثوم نيلي رصاصي
جرثوم نيلي رصاصي (الاسم العلمي: Janthinobacterium lividum) هي نوع من البكتيريا، سلبية الغرام، تتبع الجرثومات نيلية.